# 28521 Mattmcintyre
28521 Mattmcintyre è un asteroide della fascia principale. Scoperto nel 2000, presenta un'orbita caratterizzata da un semiasse maggiore pari a 2,3603527 UA e da un'eccentricità di 0,0832524, inclinata di 2,02785° rispetto all'eclittica.